# Huastecacris fariensis
Huastecacris fariensis is een rechtvleugelig insect uit de familie veldsprinkhanen (Acrididae). De wetenschappelijke naam van deze soort is voor het eerst geldig gepubliceerd in 2009 door Barrientos Lozano, Medina & Rocha-Sánchez.